# تایرس کمپبل
تایرس کمپبل (انگلیسی: Tyrese Campbell؛ زادهٔ ۲۸ دسامبر ۱۹۹۹) بازیکن فوتبال اهل بریتانیا است.
از باشگاه‌هایی که در آن بازی کرده‌است می‌توان به باشگاه فوتبال استوک سیتی اشاره کرد.
وی همچنین در تیم‌های ملی فوتبال زیر ۱۷ سال انگلستان و زیر ۲۰ سال انگلستان بازی کرده‌است.